# Finsa
Financiera Maderera S.A., conocida por su acrónimo Finsa, es una empresa multinacional española de carácter familiar, fundada en 1931 en Galicia por Manuel García Cambón.
Es la empresa más antigua de fabricación de tableros de la península ibérica aún en funcionamiento y una de las principales empresas españolas del sector de transformación de la madera, con una facturación anual de 1 119 millones de euros y 3 334 empleados (a 31 de diciembre de 2021). Además de en España, cuenta con centros de producción en Portugal, Francia, Irlanda y Estados Unidos, y tiene presencia comercial en más de sesenta países a través de su red de oficinas comerciales.

## historia

### Origen
La actividad de la empresa se inició en 1931, cuando Manuel García Cambón (Logrosa, 1907-Santiago de Compostela, 1990) se hizo cargo de un aserradero en Portanxil (Ames, La Coruña) que era propiedad de su suegro ( Nimo vidal ). Unos años más tarde, en 1937, García Cambón creó junto con el médico y vecino de Negreira José Rubira, la sociedad Rubira y García Cambón, S.L., cuyo objeto era dedicarse a la sierra y carpintería de madera.
Tras abandonar su socio el negocio en 1944, García Cambón se convirtió en accionista mayoritario de la compañía con un 95 % de las acciones. Dos años después, aunque el endeudamiento de la firma era elevado, los activos ya ascendían a 3 fábricas y 2 almacenes, por lo que García Cambón se decidió a crear una nueva empresa con más capital y así fundó en 1946 la empresa Financiera Maderera S.A., cuyo nombre proviene de la técnica de prestar dinero a los propietarios de terrenos a cuenta de la madera que iban a plantar, para asegurarse con ello el posterior abastecimiento del material.
En un inicio, la actividad principal de la empresa era la de producción de tableros de madera, actividad que a día de hoy sigue teniendo un gran peso dentro de la compañía.

### Importancia regional
A lo largo de la segunda mitad del siglo XX, Finsa vería asentarse y crecer su negocio de una manera continuada. Incluso el nacimiento de su competidor regional directo en 1964, Losan, no fue impedimento para llegar a ser la empresa maderera líder de su sector en España.
Su proyección internacional ha estado dirigida principalmente a Europa, siendo su primera incursión internacional en el vecino país de Portugal entre 1983 y 1985, donde buscó una sinergia con la empresa gallega Fábrica de Tableros de Fibras, S.A. (más conocida como Tafisa), buscando asentarse en las proximidades de alguna de las dos ciudades portuguesas más grandes, Oporto y Lisboa.
Actualmente es el quinto grupo empresarial industrial con mayor facturación y empleados de la comunidad autónoma de Galicia, siendo el segundo en caso de contabilizar solo los grupos empresariales de capital autóctono, tan sólo por detrás del Grupo Pescanova.

### Principales hitos
- 1931: inicio de la actividad en el aserradero de Portanxil.[3][4]
- 1937: se constituye Rubira y García Cambón S.L.[3][4]
- 1946: se constituye Financiera Maderera S.A., con Manuel García Cambón como socio mayoritario.[3][4]
- 1963: se construye la fábrica de Cesures (Padrón).[3][4]
- 1965: se crea la primera línea de tablero aglomerado y la primera marca comercial, Fimapan.
- 1969: se trasladan las oficinas principales a Santiago de Compostela, donde se construye una nueva factoría y una segunda línea de producción de tablero aglomerado.
- 1980: se adopta un nuevo sistema de transformación de la madera, el MDF (medium density fiberboard), siendo la fábrica de Finsa en Padrón la tercera de Europa en adoptar esta tecnología.[3]
- 1990: fallece el fundador de la empresa, Manuel García Cambón, y se hacen cargo de la gestión sus hijos.[10][11]
- 2005: Finsa adquiere varias empresas en España, Portugal y Francia.
- 2008: Móstoles Industrial (Moinsa), presidida por Isidoro Álvarez y participada por El Corte Inglés, entra como socio minoritario en Finsa.[12]
- 2008 y 2009: fallecen Manuel García Baliña y Santiago García Baliña, hijos de Manuel García Cambón, y se hace cargo de la gestión de la empresa la tercera generación de la familia.[10][11]
- 2009: Finsa inicia un proceso de reestructuración absorbiendo a siete filiales, con el fin de optimizar los recursos financieros y administrativos.[13]
- 2012: Finsa presenta un ERE que afecta a 1350 trabajadores en Galicia para poder superar las consecuencias de la crisis de la construcción.[14][15]
- 2020: apertura de la primera fábrica de madera contralaminada (CLT) en Galicia.[5]

## Presencia internacional
La compañía tiene una amplia presencia internacional en países de los continentes europeo, africano y americano.

### Fábricas
Finsa cuenta con 12 fábricas, encontrándose 9 en España (6 de ellas en Galicia, su comunidad de origen) y 3 en Portugal:
| - España: - Galicia: - Santiago de Compostela, La Coruña - Padrón, La Coruña - Caldas de Reyes, Pontevedra - San Ciprián de Viñas, Orense - Mondoñedo, Lugo - Rábade, Lugo - Resto: - Cella, Teruel (Aragón) - Cella II, Teruel (Aragón) - Chinchilla de Monte-Aragón, Albacete | - Portugal: - Oporto, Oporto - Nelas, Viseo - Gafanha da Nazaré, Aveiro |

### Factorías
Finsa cuenta con 6 factorías aparte de las fábricas de España y Portugal, las cuales se encuentran en:
- Francia (2)
- Irlanda (1)
- Sudáfrica (2)
- Estados Unidos (1)

### Delegaciones comerciales
Posee un total de 15 delegaciones comerciales que incluyen países como el Reino Unido en Europa o los Emiratos Árabes Unidos en Oriente Próximo.